# برونت فلاراي
نصرول سحيمين بن سيف الدين المعروف ببرونت فلاراي (بالإنجليزية: Bront Palarae)‏، مواليد 27 سفتمبر 1978 في قدح، هو ممثل، مخرج، ومنتج ماليزي.

## سيرة حياة
ولد بقدح الماليزية من أب ملاوي باكستاني وأم تايلندية. حصل على منحة من دولة إيطاليا سنة 2005 للمشاركة في دورة اللغة والحضارة بجامعة بيروجيا للوافدين بإطاليا.

## أعمال
ظهر في فيلم رياضي أولا بولا في عام 2016 الذي حصل على إيرادات 15.85 مليون رينجيت ماليزي وأصبح خامس أكبر فيلم ماليزي بيعا طوال العصر، وحصل بنفسه على خائرة اختيار نقاد كوالا لومبور لعام 2016 لأفضل ممثل مساعد.
بعد أن فاز بأفضل ممثل لفيلم الأحسن من السماء بجائزة ومهرجان جنوب شرق آسيا السينيمائي الدولي لعام 2015،  شارك في مسلسل هالفوورلدز في قناة ها بي أو الآسياوية تحت إخراج المخرج الإندونيسي جوكو أنوار. ثم شارك المخرجان إخوان مو في فيلم حركة هيدشوت، بطولة أيكو أويس. ثم كان من ضمن الممثلين في دراما الكوميدي مديري الغبي بطولة رضا رهديان تحت إخراج المخرجة الإندونيسية أوفي أفيانتو.
و كانت أدواره الأخرى في أفلام إندونيسية: بدور الأب في فيلم رعب عابد الشيطان، بدور باروخ في دراما آيات الحب 2، وبدور فنكور (الأكسح) عدو رئيسي في فيلم بطل خارق غوندالا.

## أفلام
| السنة | العنوان                | الدور      | مخرج            |
| ----- | ---------------------- | ---------- | --------------- |
| 2007  | 1917: قلب مالايا       | مظفر       | سحيمي بابا      |
| 2013  | سائقو الجوالة السميكون | فونطاليوات | حلمي يوسف       |
| 2014  | الأحسن من السماء       | بيرغ       | نيك أمير مصطفى  |
| 2016  | أولا بولا (هلا بالكرة) | رحمن       |                 |
| 2016  | هيدشوت (طلقة بالرأس)   | علي        | أخوان مو        |
| 2016  | مديري الغبي            | أدريان     | أوفي أفيانتو    |
| 2017  | عابدة الشيطان          | بحري جوونو | جوكو أنوار      |
| 2017  | آيات الحب 2            | باروخ      | غونتور سوهرينتو |
| 2019  | غوندالا                | فنكور      | جوكو أنوار      |

## وصلات خارجية
- برونت فلاراي على موقع IMDb (الإنجليزية)
- برونت فلاراي على موقع قاعدة بيانات الفيلم (الإنجليزية)

- برونت فلاراي في قاعدة بيانات الأفلام على الإنترنت
- برونت فلاراي  على فيسبوك.
- BrontPalarae على تويتر.
- برونت فلاراي على إنستغرام